# Ankuwa
Ankuwa fou una ciutat del nord-est d'Hattusa, prop del país dels kashkes i en una zona poblada per aquestos, on Mursilis va passar l'hivern després de la seva segona campanya (tercer any de regnat) en la que va lluitar contra els kahskes d'Ishupitta, dirigits per Pazzanna i Nunnuta, als que va derrotar en aquesta ciutat, i a Palhwisa (Palhwišša) i finalment va capturar a Kammamma.